# Toki-Kakau-Poto
Die Toki-Kakau-Poto, auch Toki-Kakau-Roa, Toki-Poo, Tangata oder Patati, ist eine Streitaxt der Māori in Neuseeland.

## Beschreibung
Die Toki-Kakau-Poto ist eine Streitaxt der Māori, die nach der Kolonialisierung durch die Europäer entstanden ist. Der Axtkopf besteht immer aus Metall. Er ist einschneidig und aus europäischer Fertigung. Der Schaft ist gerade und besteht in der Regel aus Hartholz oder Walknochen. Der Schaft ist am Ende entweder stumpf, oder mit traditionellen Schnitzereien verziert und spitz gearbeitet. Es gibt verschiedene Versionen, die in Länge oder Gestaltung variieren. Die Waffe ist eine neuzeitlichere Version der Toki-Pou-Tangata.